# Делба Михайло Костянтинович
Михайло Костянтинович Делба (1905, село Адзюбжа Сухумського округу, тепер Очамчирський район, Абхазія, Грузія — 16 травня 1992, місто Сухумі, Абхазія, Грузія) — абхазький і грузинський радянський державний діяч, голова Президії Верховної ради Абхазької АРСР, голова Ради міністрів Абхазької АРСР. Доцент (1935). Член ЦК Комуністичної партії Грузії. Депутат Верховної Ради Грузинської РСР 1—2-го скликань. Депутат Верховної Ради СРСР 1—3-го скликань.

## Життєпис
Закінчив двокласну сільську школу. У 1924 році вступив до комсомолу. У 1925 році закінчив Сухумський педагогічний технікум.
У 1925—1930 роках — студент Академії комуністичного виховання імені Крупської в Москві.
З 1930 по 1937 рік — на відповідальній роботі в Народному комісаріаті народної освіти Абхазької АРСР; завідувач Очамчирського районного відділу народної освіти Абхазької АРСР; начальник Головліту Абхазької АРСР.
Член ВКП(б) з 1932 (за іншими даними — з 1938) року.
Одночасно був на викладацькій роботі: викладав діалектичний матеріалізм та історію матеріалізму в Сухумському державному педагогічному інституті та Субтропічному інституті. У травні 1937 року був призначений директором Сухумського державного педагогічного інституту.
У 1937 — липні 1938 року — народний комісар освіти Абхазької РСР.
13 липня 1938 — 7 квітня 1948 року — голова Президії Верховної Ради Абхазької АРСР і заступник голови Президії Верховної Ради Грузинської РСР.
7 квітня 1948 — жовтень 1953 року — голова Ради міністрів Абхазької АРСР.
Потім — персональний пенсіонер.

## Нагороди
- орден Леніна
- орден Вітчизняної війни І ст.
- орден Трудового Червоного Прапора
- медаль «За оборону Кавказу»
- медаль «За доблесну працю у Великій Вітчизняній війні 1941—1945 рр.»
- медалі